# Protoblepharus
Protoblepharus (лат.) — род сцинковых ящериц, представители которого обитают в горных лесах Восточных Гималаев. По состоянию на февраль 2024 г. включает 3 вида.

## Внешний вид
Сцинки мелких и средних размеров (длина тела без хвоста до 6,3 см). В отличие от некоторых гологлазов, имеют подвижное нижнее веко без прозрачного «окна». Туловище покрыто глянцевыми гладкими или бороздчатыми чешуями, расположенными в 23—26 рядов вокруг середины тела. Конечности пятипалые. Каждый палец сверху покрыт одно крупной чешуйкой. Четвёртые пальцы передней конечности снизу с 7—10 подпальцевыми пластинками, задней конечности — с 11—15 (редко 16). Медиальная пара преклоакальных чешуй увеличена.

## Ареал
Населяют горные леса вдоль долины реки Брахмапутра в Восточных Гималаях от индийского штата Аруначал-Прадеш до китайского уезда Медог (Тибетский автономный район).

## Таксономия
В 2020 году китайскими герпетологами было описано 2 вида сцинков, отнесённых к роду Asymblepharus — A. medogensis и A. nyingchiensis. В 2022 г. по результатам филогенетического анализа этот род был признан невалидным, и их отнесли к новому роду Protoblepharus, вместе с описанным в той же статье видом P. apatani.
По данным Reptile Database на февраль 2024 г. включает 3 вида:
- Protoblepharus apatani Mirza, Bragin, Bhosale, Gowande, Patel & Poyarkov, 2022typus
- Protoblepharus medogensis (Jiang, Wu, Guo, Li & Che, 2020)
- Protoblepharus nyingchiensis (Jiang, Wu, Guo, Li & Che, 2020)